# Elecciones generales de Bolivia de 1966
Las elecciones generales bolivianas de 1966 se llevaron a cabo el día domingo del 3 de julio de 1966. En ellas se eligieron al presidente y vicepresidente de la República, junto con la totalidad de los diputados y senadores.

## Contexto
Se presentaron para la presidencia de Bolivia seis candidaturas, pero ninguna con posibilidades de dar frente a la candidatura oficial del presidente René Barrientos Ortuño. Se proscribió entonces a Víctor Paz Estenssoro y a Hernán Siles Suazo que no pudieron presentarse a las elecciones. El MNR se presentó en 2 corrientes distintas: un nuevo partido denominado "Movimiento Revolucionario Pazestenssorista" (MRP) compitió en estas elecciones.
A pesar de su popularidad, René Barrientos no quería arriesgarse y como sabía que el peso de la Revolución Nacional de 1952 (14 años antes) en especial de la reforma agraria seguía todavía marcando una preferencia indiscutible de los campesinos bolivianos hacía los líderes movimientistas (MNR), prefirió cortar por lo sano.

## Sistema electoral
El método para la asignación de escaños en la Cámara de Diputados se realizó mediante el sistema de "lista incompleta", aprobado el 18 de mayo de 1966, mediante el cual se asignarían cuatro quintos de los escaños en cada departamento para la primera mayoría, y el quinto restante a la primera minoría. La cantidad de escaños por departamento se distribuyó de la siguiente manera:
| Departamento | Mayoría | Minoría | Total |
| ------------ | ------- | ------- | ----- |
| Chuquisaca   | 8       | 2       | 10    |
| La Paz       | 18      | 4       | 22    |
| Cochabamba   | 11      | 3       | 14    |
| Oruro        | 7       | 2       | 9     |
| Potosí       | 14      | 3       | 17    |
| Tarija       | 6       | 1       | 7     |
| Santa Cruz   | 8       | 2       | 10    |
| Beni         | 6       | 2       | 8     |
| Pando        | 4       | 1       | 5     |
| Total        | Total   | Total   | 102   |

## Partidos y Alianzas
Se formaron varias alianzas para las elecciones:
| Alianza                                     | Partidos                                        |
| ------------------------------------------- | ----------------------------------------------- |
| Comunidad Demócrata Cristiana (CDC)         | Falange Socialista Boliviana                    |
| Comunidad Demócrata Cristiana (CDC)         | Alianza Demócrata Revolucionaria                |
| Comunidad Demócrata Cristiana (CDC)         | Asociación Nacional de Profesionales Demócratas |
| Alianza Institucionalista Democrática (AID) | Partido Liberal                                 |
| Alianza Institucionalista Democrática (AID) | Partido de la Unión Republicana Socialista      |
| Frente de la Revolución Boliviana (FRB)     | Partido Revolucionario Auténtico                |
| Frente de la Revolución Boliviana (FRB)     | Movimiento Popular Cristiano                    |
| Frente de la Revolución Boliviana (FRB)     | Partido Social Demócrata                        |
| Frente de la Revolución Boliviana (FRB)     | Partido de la Izquierda Revolucionaria          |
| Frente de Liberación Nacional (FLN)         | Partido Comunista de Bolivia y otros.           |

## Candidatos
- Rene Barrientos Ortuño (1919) general de Fuerza Aérea de 47 años de edad. Convertido en Presidente de Bolivia dos años antes en 1964, mediante un golpe de Estado al presidente constitucional y democráticamente electo Víctor Paz Estenssoro.
- Bernardino Bilbao Rioja (1895) general de Ejército de 71 años de edad, protagonista principal de la Defensa de Villamontes durante la Guerra del Chaco, tres décadas antes, en el año 1935.
- Víctor Andrade Uzquiano (1905) diplomático y escritor de 61 años de edad, canciller y ministro de estado de Bolivia durante los gobiernos de Gualberto Villarroel López y Hernán Siles Suazo.
- Mario Díez de Medina (1910) abogado de 56 años de edad, ministro de Defensa durante el primer gobierno de Hernán Siles Suazo.
- Felipe Iñíguez Medrano (1914) abogado y político de 52 años de edad, exdiputado por el PIR en 1956.
- Enrique Hertzog Garaizabal (1897) médico y político de 69 años de edad, ex Presidente de Bolivia desde 1947 hasta 1949.

Cabe mencionar, que esta elección sería la última elección en la que participaría un héroe de guerra, pues Bernardino se convirtió en uno de los últimos militares bolivianos del chaco que permanecía todavía activo en la política del país hasta ese año, mucho tiempo después de sus contemporáneos como David Toro Ruilova, Germán Busch Becerra, Enrique Peñaranda y Gualberto Villarroel López que protagonizaron la política de Bolivia en la década de 1930 y década de 1940

## Resultados
|                                 |                                                       |                                                |           |        |           |           |
| Candidato                       | Candidato                                             | Partido/Coalición                              | Votos     | %      | Diputados | Senadores |
|                                 | René Barrientos Ortuño Luis Adolfo Siles Salinas      | Frente de la Revolución Boliviana              | 677 805   | 66,81  | 82        | 18        |
|                                 | Bernardino Bilbao Rioja Gonzalo Romero Álvarez García | Comunidad Demócrata Cristiana                  | 138 001   | 13,81  | 19        | 8         |
|                                 | Víctor Andrade Uzquiano Rafael Otazo                  | Movimiento Nacionalista Revolucionario–Andrade | 88 392    | 8,84   |           |           |
|                                 | Mario Díez de Medina Mariano Baptista Gumucio         | Movimiento Revolucionario Pazestenssorista     | 60 505    | 6,05   | 1         | 1         |
|                                 | Felipe Iñíguez Medrano Mario Miranda Pacheco          | Frente de Liberación Nacional                  | 33 458    | 3,35   |           |           |
|                                 | Enrique Hertzog Garaizábal Eduardo Montes y Montes    | Alianza Institucionalista Democrática          | 11 330    | 1,13   |           |           |
| Votos válidos                   | Votos válidos                                         | Votos válidos                                  | 999 491   | 78,66  |           |           |
| Votos en blanco                 | Votos en blanco                                       | Votos en blanco                                | 63 854    | 5,86   |           |           |
| Votos nulos                     | Votos nulos                                           | Votos nulos                                    | 26 649    | 2,44   |           |           |
| Total de votos emitidos         | Total de votos emitidos                               | Total de votos emitidos                        | 1 089 994 | 85,79  | 102       | 27        |
| Inscritos                       | Inscritos                                             | Inscritos                                      | 1 270 611 | 100,00 |           |           |
| Abstención                      | Abstención                                            | Abstención                                     | 180 617   | 14,21  |           |           |
| Fuente: Hofmeister y Bamberger. |                                                       |                                                |           |        |           |           |

René Barrientos Ortuño y Luis Adolfo Siles Salinas fueron posesionados el 6 de agosto de 1966 como presidente de Bolivia y vicepresidente de Bolivia respectivamente.

## Participación de laCIAen las elecciones
El 19 de marzo de 2025, la Agencia Central de Inteligencia de los Estados Unidos (CIA) desclasificó un documento secreto  titulado Western Hemisphere Division 1946-1965, en el que en su página 279 revela que admite que financiaron tanto a Barrientos como a sus opositores para montar una elección creíble, en la lograron que la OEA la califique como  honestas y creíbles, tuvieron los resultados cuatro días antes de las elecciones. A continuación, la traducción literal:
"...bloques en el país: Barrientos, apoyado por los campesinos; el general Alfredo Ovando Candia, apoyado por el ejército; y los comunistas e izquierdistas, apoyados por los trabajadores mineros y fabriles. Para que Barrientos fuera elegido, la CIA primero tuvo que promover unas elecciones creíbles, financiando las campañas tanto del ganador como de su oposición simbólica en las urnas.
La verdadera pregunta era si se celebrarían elecciones. En 18 meses, la Estación de La Paz gastó 585.000 dólares, primero para persuadir a las fuerzas armadas de reprimir a los izquierdistas, luego para persuadir a Barrientos de que se presentara, después para convencer a Ovando de que no interfiriera, y finalmente para promover suficiente oposición política para que las elecciones fueran plausibles. En una auténtica proeza, el cabo Lawrence M. Sternfield logró lo que los observadores de la OEA calificaron de elecciones democráticas y honestas, y obtuvo los resultados del tribunal electoral cuatro días antes de las elecciones."